# Сікхе

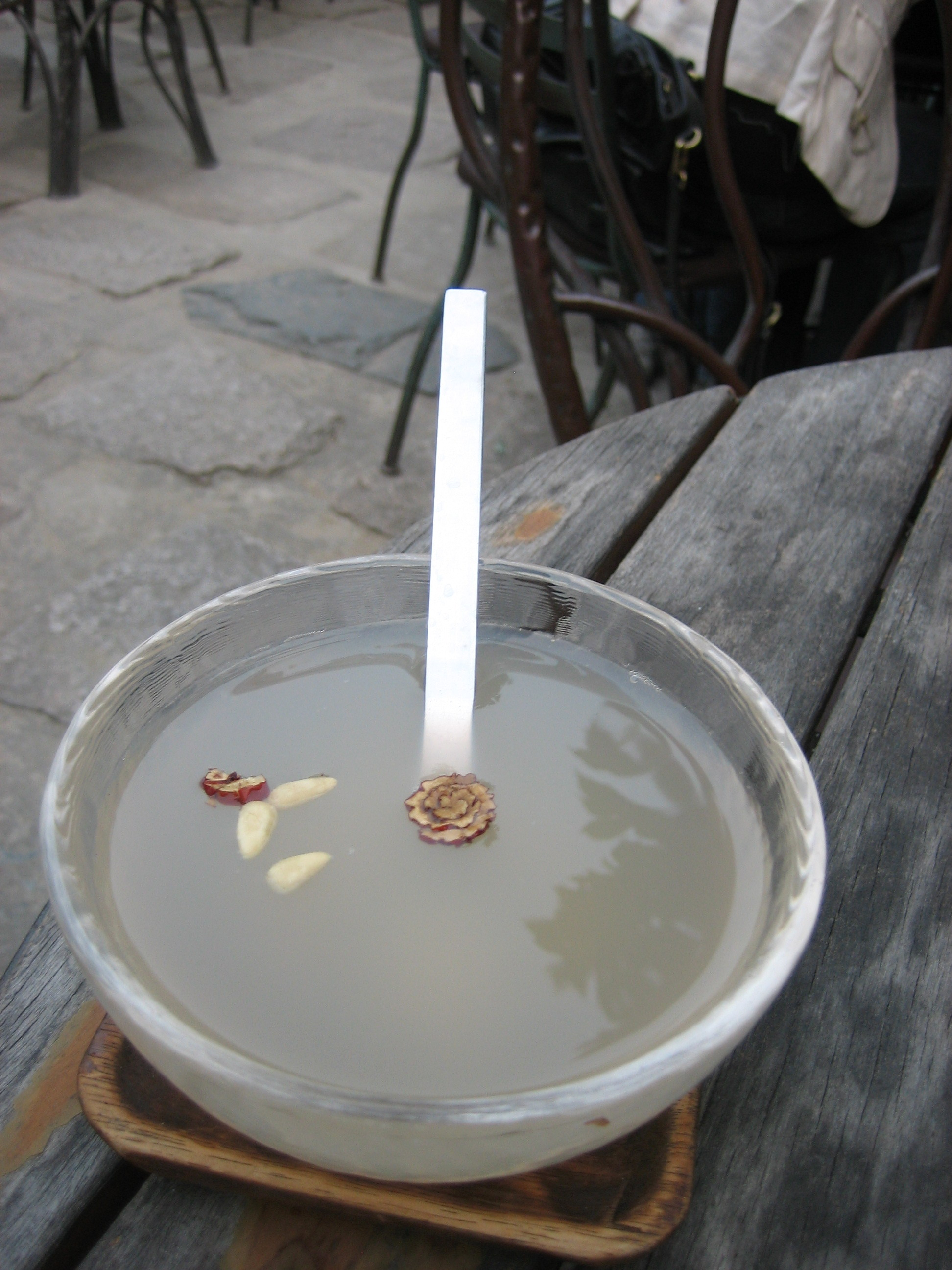

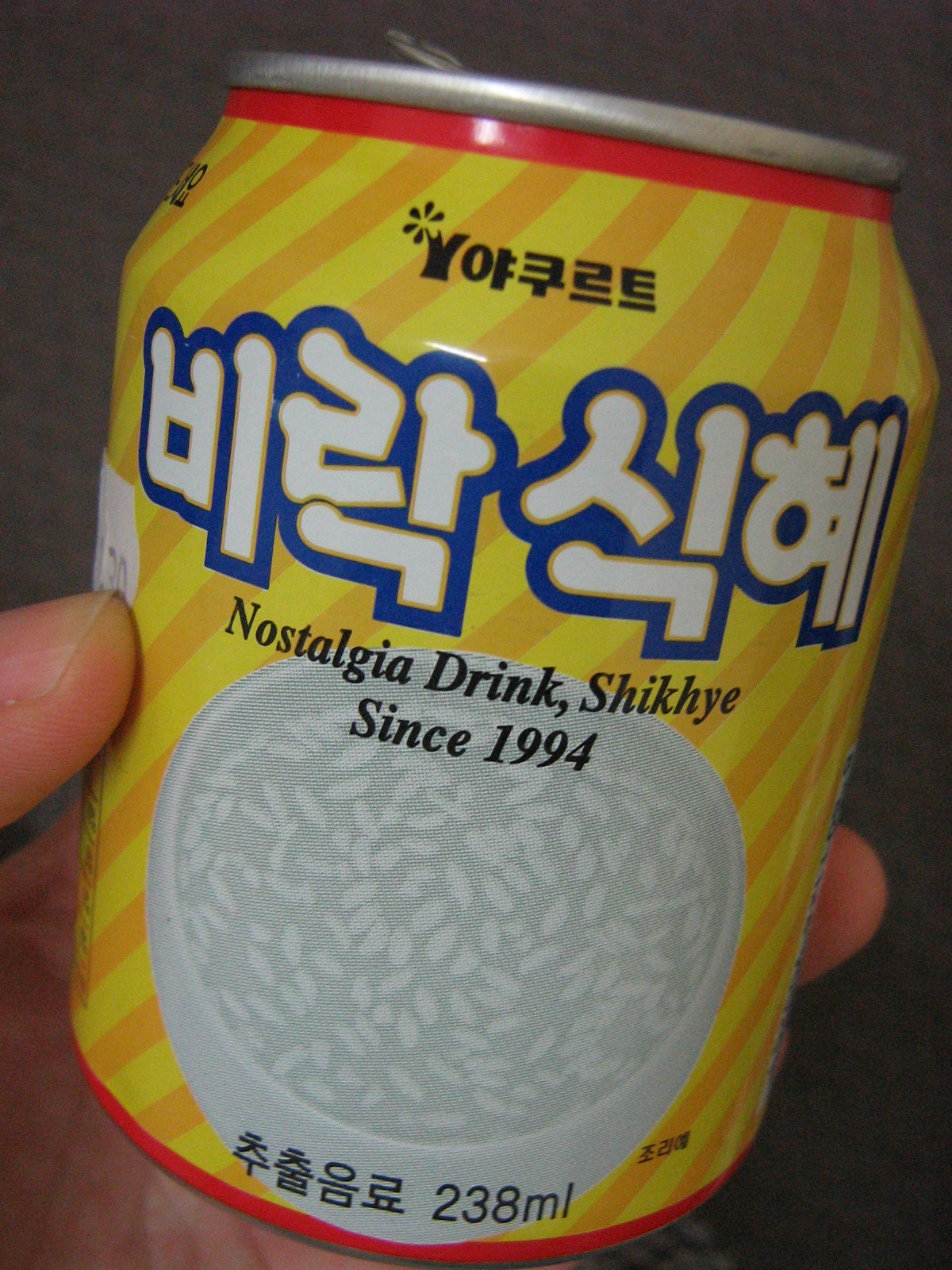
Бляшанка з сікхе

Сікхе (кор. 식혜) — корейський традиційний солодкий рисовий напій, який часто п'ють як десерт. Цей рисовий напій виготовляється з рису і солода. Він володіє унікальним солодкуватим смаком. Спочатку його готували взимку, але багато людей вживають його протягом усього року. Може називатися також тансуль (кор. 단술) або камджу (кор.  감주 ,  甘 酒). Обидві назви означають «солодке вино» і можуть вживатися також для називання іншого напою, слабоалкогольного камджу.